# Micropoecilia minima
 Micropoecilia minima és una espècie de peix de la família dels pecílids i de l'ordre dels ciprinodontiformes.

## Morfologia
Els mascles poden assolir els 1,6 cm de longitud total i les femelles els 2,36.

## Distribució geogràfica
Es troba a Amèrica: Brasil.